# Studham
Studham – wieś i civil parish w Anglii, w hrabstwie ceremonialnym Bedfordshire, w dystrykcie (unitary authority) Central Bedfordshire. Leży 34 km na południe od centrum miasta Bedford i 45 km na północny zachód od centrum Londynu. W 2011 roku civil parish liczyła 1128 mieszkańców. Studham jest wspomniana w Domesday Book (1086) jako Estodham.